# راشيل فيرغسون
راشيل فيرغسون (بالإنجليزية: Rachel Ferguson)‏ (1892 - 1957 في المملكة المتحدة)؛ مؤلِّفة، كاتِبة مسرحية، صحفية وروائية بريطانية.